# Grupo Teatral Freamundense
O Grupo Teatral Freamundense (GTF) é um grupo de teatro português situado em Freamunde e criado em 1963, com Fernando Santos o seu principal impulsionador, tendo desempenhado funções de diretor, ator, encenador, de tudo o que o teatro lhe exigia.

## História
Tendo iniciado a sua atividade em 1963, desenvolveu, ao longo da sua existência, uma atividade múltipla e variada. Interessado na procura e na experimentação, tem vindo a apresentar uma longa lista de autores, dos clássicos aos contemporâneos, estrangeiros e portugueses, que permitem um trabalho rico e diversificado.
Este caso de paixão pelo palco e pela representação em Freamunde, vem dos fins do século XIX, os jornais já se referiam a uma intensa atividade da "Troupe Artística Dramática Freamundense". Fruto da inspiração de amantes das artes e das letras que esta Troupe foi encenando peça atrás de peça e chegou a representar para angariar dinheiro para a conclusão das obras da “escola dos meninos”, conhecidas por escolas amarelas.
Mais tarde, foi pela mão de um Homem do teatro, que se fixou em Freamunde pelo casamento, começou a produção de espetáculos em contínuo em 1951 no Grupo Cénico de Freamunde, que levou ao palco inúmeras peças.
Aconselhado por Maximino Ferreira Rego e Nélson Lopes e pela convicção das suas palavras, Fernando Santos decidiu, com um grupo de amigos atores, criar, em 1963, o Grupo Teatral Freamundense (GTF). O GTF estreava-se com "Gandarela" uma opereta de Fernando Santos (Edurisa Filho), que conquistou diversos prémios e reconhecimentos nacionais e internacionais.
No seu reportório incluem-se já representações de autores portugueses: Fernando Santos (Edurisa Filho), Gil Vicente, Miguel Torga.
Também representações de autores internacionais como: Anton Tchekhov,  Federico García Lorca, Alejandro Casona.
Ao longo destes anos, pelos trabalhos da companhia passaram, entre outros, os encenadores Fernando Santos (Edurisa Filho), Vitorino Ribeiro e Juan Fernandez. Contaram também com a colaboração de artistas e associações locais como por exemplo a Associação Musical de Freamunde, nos arranjos musicais da "Gandarela".
Para além de inúmeros atores e atrizes que, em muito casos, iniciaram as suas carreiras no GTF, todos contribuíram para que, ao longo de cinquenta anos, o projeto inicial do GTF de criação de espetáculos de qualidade que trouxessem público ao teatro e contribuíssem para a vida cultural de Freamunde e do concelho e, por consequência, do país, se tornasse uma realidade.
A companhia ao longo dos anos, participou em festivais e eventos culturais, entre eles: FITEI - Festival Internacional de Teatro de Expressão Ibérica, Festival Internacional de Almada, FETAV - Festival de Teatro Amador de Valbom, Festival de Teatro Construção (Centro Cultural de Joane)(2002)
Foi representante de Portugal, em 1969 numa exposição documental sobre o Teatro Amador em Yokohama (Japão), teve convites da embaixada cultural da Rússia.
O Grupo Teatral Freamundense (GTF) é responsável pela Organização do Festival de Teatro ENTAF Encontro Nacional do Teatro Amador de Freamunde.
Consciente do seu papel de agente dinamizador da vida cultural da cidade Freamunde e do concelho, tem ainda por hábito participar em outras iniciativas, tais como apoio aos programas do ensino, e colaboração em eventos públicos da cidade.
Todas as atividades em que se encontra envolvido continuarão a desenvolver-se na linha criação/formação/divulgação, que tem pautado toda a sua atividade.

## Espectáculos
| Ano   | Peça                          | Autor                            | Encenador                       | Notas                               |
| ----- | ----------------------------- | -------------------------------- | ------------------------------- | ----------------------------------- |
| 1963  | Gandarela                     | Fernando Santos (Edurisa Filho)  | Fernando Santos (Edurisa Filho) | Primeira Representação / Premiado   |
| 1964  | As Pupilas do Senhor Reitor   | Júlio Dinis                      | Fernando Santos (Edurisa Filho) | Adaptação                           |
| 1964* | Um Fantasma Chamado Isabel    | Miklos Marai                     | Fernando Santos (Edurisa Filho) | *Ano em Revisão                     |
| 1965  | O Sapo e a Doninha            | Amílcar Ramada Curto             | Fernando Santos (Edurisa Filho) | Premiado                            |
| 1965* | O Padre Piedade               | Carlos Arniches                  | Fernando Santos (Edurisa Filho) | *Ano em Revisão                     |
| 1966  | O Comissário de Polícia       | Gervásio Lobato                  | Fernando Santos (Edurisa Filho) | Premiado                            |
| 1966  | Um Diabo Bom Rapaz            | Fernando Santos (Edurisa Filho)  | Fernando Santos (Edurisa Filho) | Original                            |
| 1967* | Auto da Visitação             | Gil Vicente                      | Fernando Santos (Edurisa Filho) | *Ano em Revisão                     |
| 1967* | Auto da Barca do Inferno      | Gil Vicente                      | Fernando Santos (Edurisa Filho) | *Ano em Revisão                     |
| 1967* | Todo-o-Mundo e Ninguém        | Gil Vicente                      | Fernando Santos (Edurisa Filho) | *Ano em Revisão                     |
| 1967* | Exortação da Guerra           | Gil Vicente                      | Fernando Santos (Edurisa Filho) | *Ano em Revisão                     |
| 1967* | Farsa de Inês Pereira         | Gil Vicente                      | Fernando Santos (Edurisa Filho) | *Ano em Revisão                     |
| 1967* | Auto de Mofina Mendes         | Gil Vicente                      | Fernando Santos (Edurisa Filho) | *Ano em Revisão                     |
| 1968  | Gladiadores                   | Alfredo Cortês                   | Fernando Santos (Edurisa Filho) |                                     |
| 1969  | Tenho um Milhão               | Víctor Ruiz Iriarte              | Fernando Santos (Edurisa Filho) |                                     |
| 1970* | Mater Dolorosa                | Júlio Dantas                     | Fernando Santos (Edurisa Filho) | *Ano em Revisão                     |
| 1971  | Amor de Perdição              | Camilo Castelo Branco            | Fernando Santos (Edurisa Filho) |                                     |
| 1971* | O Pedido de Casamento         | Anton Tchekov                    | Fernando Santos (Edurisa Filho) | *Ano em Revisão                     |
| 1972* | O Doido e a Morte             | Raúl Brandão                     | Fernando Santos (Edurisa Filho) | *Ano em Revisão                     |
| 1973  | Gandarela                     | Fernando Santos (Edurisa Filho)  | Fernando Santos (Edurisa Filho) | 1ª Reposição                        |
| 1974* | Terra Firme                   | Miguel Torga                     | Fernando Santos (Edurisa Filho) | *Ano em Revisão                     |
| 1976* | Os Três Chapéus Altos         | Miguel Mihura                    | Fernando Santos (Edurisa Filho) | *Ano em Revisão                     |
| 1977* | As Mãos de Eurídice           | Pedro Bloch                      | Fernando Santos (Edurisa Filho) | *Ano em Revisão                     |
| 1978* | Don Ramon de Capichuela       | Júlio Dantas                     | Fernando Santos (Edurisa Filho) | *Ano em Revisão                     |
| 1979* | O Morgado de Fafe em Lisboa   | Camilo Castelo Branco            | Fernando Santos (Edurisa Filho) | *Ano em Revisão                     |
| 1980* | Os Fantasmas                  | Eduardo De Filippo               | Fernando Santos (Edurisa Filho) | *Ano em Revisão                     |
| 1981* | Mar                           | Miguel Torga                     | Fernando Santos (Edurisa Filho) | *Ano em Revisão                     |
| 1982* | O Barão                       | Luís de Sttau Monteiro           | Fernando Santos (Edurisa Filho) | *Ano em Revisão                     |
| 1983  | Gandarela                     | Fernando Santos (Edurisa Filho)  | Fernando Santos (Edurisa Filho) | 2ª Reposição                        |
| 1983* | Farsas Contemporâneas         | António Martinez Ballesteros     | Fernando Santos (Edurisa Filho) | *Ano em Revisão                     |
| 1984* | A Nossa Cidade                | Thornton Wilder                  | Fernando Santos (Edurisa Filho) | *Ano em Revisão                     |
| 1985* | Anastácia e Cª                | Eduardo Schwalbach Lucci         | Fernando Santos (Edurisa Filho) | *Ano em Revisão                     |
| 1986* | Os Velhos                     | D. João da Câmara                | Fernando Santos (Edurisa Filho) | *Ano em Revisão                     |
| 1987* | Pluft, o Fantasminha          | Maria Clara Machado              | Encenador                       | *Ano em Revisão                     |
| 1988* | Cama, Mesa e Roupa Lavada     | Arnaldo Leite e Carvalho Barbosa | Fernando Santos (Edurisa Filho) | *Ano em Revisão                     |
| 1989* | A Senhora das Brancas Mãos    | Alejandro Casona                 | Fernando Santos (Edurisa Filho) | *Ano em Revisão                     |
| 1990* | Roberta                       | Romeu Correia                    | Fernando Santos (Edurisa Filho) | *Ano em Revisão                     |
| 1991* | O Rapto das Cebolinhas        | Maria Clara Machado              | Juan Fernandez                  | *Ano em Revisão                     |
| 1992  | A Maluquinha de Arroios       | André Brun                       | Fernando Santos (Edurisa Filho) |                                     |
| 1993  | Gandarela                     | Fernando Santos (Edurisa Filho)  | Fernando Santos (Edurisa Filho) | 3ª Reposição                        |
| 2001* | A Ilha do Rei Sono            | Norberto Ávila                   | Juan Fernandez                  | *Ano em Revisão                     |
| 2001* | Os Velhos Não Devem Namorar   | Alfonso Castelao                 | Fernando Santos (Edurisa Filho) | *Ano em Revisão                     |
| 2001* | Excertos da Obra de F. Santos | Fernando Santos (Edurisa Filho)  | Vitorino Ribeiro                | *Ano em Revisão                     |
| 2001* | Ana e o Pássaro Azul          | Roberto Merino                   | Juan Fernandez                  | *Ano em Revisão                     |
| 2001  | O Lodo                        | Alfredo Cortez                   | Encenador                       | Ano em Revisão                      |
| 2002  | Medeia                        | Eurípedes                        | Juan Fernandez                  | 1ª Apresentação 21 de junho de 2002 |
| 2003  | Gandarela                     | Fernando Santos (Edurisa Filho)  | Fernando Santos (Edurisa Filho) | 4ª Reposição                        |
| 2006* | A Princesa dos Pés Pretos     | José Vaz (escritor)              | Juan Fernandez                  | *Ano em Revisão                     |
| 2007* | Tizé, Tizé e o Rato da Mánica | José Vaz (escritor)              | Ricardo Graça                   | *Ano em Revisão                     |
| 2008  | O Gato                        | Henrique Santana                 | Juan Fernandez                  |                                     |
| 2012* | I Love My Penis               | Carlos Eduardo Novaes            | Jorge Costa e Francisco Graça   | *Ano em Revisão                     |
| 2013  | Gandarela                     | Fernando Santos (Edurisa Filho)  | Fernando Santos (Edurisa Filho) | 5ª Reposição                        |
| 2017  | Viúva, Porém Honesta          | Nelson Rodrigues                 | Juan Fernandez                  |                                     |
| 2019  | I Love My Penis 2             | Carlos Eduardo Novaes            | Jorge Costa e Francisco Graça   | Notas                               |
| 2022  | Yerma                         | Federico García Lorca            | Juan Fernandez                  |                                     |
| 2023  | Gandarela                     | Fernando Santos (Edurisa Filho)  | Jorge Costa                     |                                     |
| 2025  | Antígona                      | Jean Anouilh                     | Cecilia Ferreira                |                                     |

## Prémios Teatro
O trabalho do Grupo Teatral Freamundense (GTF) foi múltiplas vezes reconhecido com a atribuição de Prémios, Honras e Distinções, quer à companhia, quer a atores individuais.
- 1964 - 3 Menções Honrosas - Conjunto-Encenação-Interpretação - Concurso de Arte Dramática SNI
- 1965 - 1ºPrémio - Prémio Câmara Municipal de Matosinhos:
- 1965 - 3 Menções Honrosas - Concurso de Arte Dramática das Colectividades do Distrito do Porto
- 1965 - Prémio "Francisco Lavandeira", 1.º Prémio da Federação das Coletividades do Distrito do Porto.
- 1965 - Prémio "Augusto Rosa", na categoria de Drama conjunto,no Concurso de Arte Dramática SNI.
- 1965 - Prémio "Rosa Damasceno":1º Prémio Drama,interpretação feminina(Fernanda Felgueiras), no Concurso de Arte Dramática SNI.
- 1965 - Prémio "João Rosa": 1º Prémio Drama.interpretação masculina (Nelson Lopes), no Concurso de Arte Dramática SNI.
- 1965 - Prémio "", Prémio Actriz - Maria do Carmo Correia SNI
- 1965 - 3 Diplomas de Honra,na categoria de Drama,interpretação no Concurso de Arte Dramática SNI.
- 1965 - 5 Menções Honrosas na categoria de Comédia,conjunto e interpretação,no Concurso de Arte Dramática SNI.
- 1965 - Prémio "António Pinheiro", 1.º Prémio Drama - Encenação SNI[2]
- 1966 - Prémio "Francisco Taborda":1º Prémio na categoria de farsa,conjunto,No Concurso de Arte Dramática SNI.
- 1966 - Prémio "Maria Matos":1º Prémio na categoria de farsa,interpretação feminina(Maria do Carmo Correia),no Concurso de Arte Dramática SNI.
- 1966 - Prémio "Nascimento Fernandes":1º Prémio na categoria de farsa,interpretação masculina(Alberto Graça) no Concurso de Arte Dramática SNI.
- 1966 - 2 Diplomas de Honra na categoria de farsa,interprtação e montagem no Concurso de Arte Dramárica SNI.
- 1966 - Prémio "Chaby Pinheiro", 1.º Prémio Farsa - Encenação SNI
- 1967 - Diploma de Mérito Artístico - SNI
- 1968 - Prémio "Eduardo Brasão": 1º Prémio na categoria de conjunto,no Concurso de Arte Dramática SNI.
- 1968 - Diploma de Honra, na categoria de sonoplastia,no Concurso de Arte Dramática SNI.
- 1968 - Prémio "Araújo Pereira", 2.º Prémio - Encenação SNI
- 1969 - Representante de Portugal na Exposição documental "The Amateur Theatre In The World"em Yokoama, Japão.
- 1971 - Prémio "Augusto Rosa":1º Prémio,na categoria de conjunto,no concurso de Arte Dramática SNI.
- 1971 - Prémio "António Pinheiro", 1.º Prémio - Encenação SNI
- 1988 - Medalha de Ouro de Altruísmo e Mérito atrbuída pela Câmara Municipal de Paços de Ferreira
- 2014 - Medalha de Honra do Município, Grau de Ouro, atribuída pela Câmara Municipal de Paços de Ferreira
- 2023 - Melhor Peça no FETAV Festival de Teatro Amador de Valbom - com Yerma
- 2023 - Prémio Palco de Terra 2023 - Categoria Instituição Norte de Portugal
- 2024 - Teatro do ano (2023) Novum Canal
- 2024 - Presença no XIX Concurso Nacional de Teatro - RUY DE CARVALHO - com Yerma
- 2024 - XIX CONTE - Prémio Melhor Interpretação Secundária Feminina - Marlene Rocha, em Yerma
- 2024 - Prémio Palco de Terra 2024 - Categoria Instituição - atribuído à Opereta Gandarela

## Festival de Teatro ENTAF
O Grupo Teatral Freamundense (GTF) é responsável pela Organização do Festival de Teatro ENTAF Encontro Nacional do Teatro Amador de Freamunde, que teve edições em 1989, 1992, 1995 e 2006.
- 1989 1ª Edição
- 1992 2ª Edição

```
Alguns dos Participantes:
# Grupo Teatral Freamundense (GTF)
# Grupo Paroquial de Leça da Palmeira
# Escola Dramática e Musical Valboense
# Secção de Teatro do G.D. TLP/Porto
# Grupo Cénico da Paróquia de Oliveira do Douro
# Grupo do Sindicato dos Bancários do Porto
```

- 1995 3ª Edição
- 2006 Edição

```
Alguns dos Participantes:
# Grupo Teatral Freamundense (GTF)
# Associação Cultural e Recreativa Pedaços de Nós
# Grupo Dramático e Musical Flor de Infesta
# Teatro Experimental Flaviense
# Teatro Palmilha Dentada
# Escola Dramática e Musical Valboense
# Contacto - Companhia de Teatro Água Corrente de Ovar
# Grupo Teatral Reclusos do Estabelecimento Prisional de Paços de Ferreira
```

## Festival de Teatro Fernando Santos
O Grupo Teatral Freamundense (GTF) é responsável pela Organização do Festival que surge no âmbito das comemorações do centenário de Fernando Santos

### Festival de Teatro - 2023 - 1ªEdição
| #  | Data             | Companhia                                | Peça                    | Encenador                 |
| -- | ---------------- | ---------------------------------------- | ----------------------- | ------------------------- |
| 01 | 14 Janeiro 2023  | CONTACTO - Ovar                          | Falar Verdade a Mentir  | Manuel Ramos Costa        |
| 02 | 4 Fevereiro 2023 | Teatro Palmilha Dentada                  | Così fan tutte          | Ricardo Alves             |
| 03 | 4 Março 2023     | Escola Dramática e Musical Valboense     | Os Emigrantes           | Gerónimo Silva            |
| 04 | 1 Abril 2023     | Academia de Teatro Os Plebeus Avintenses | Quem Espera...          | Pedro Dias                |
| 05 | 6 Maio 2023      | Grupo Mérito Dramático Avintense         | Restos de Vida          | Helder Sousa              |
| 06 | 27 Maio 2023     | A Oficina de Teatro de Frazão/Arreigada  | Submerso                | Rita Melo e Sofia Ribeiro |
| 07 | 16 Setembro 2023 | Teatro de Balugas                        | A Furgoneta             | Cândido Sobreiro          |
| 08 | 7 Outubro 2023   | Os Plebeus Avintenses                    | Retalhos de uma Diva    | Luís Trigo                |
| 09 | 11 Novembro 2023 | ACAL - Lourosa                           | O Pecado de João Agonia | Manuel Ramos Costa        |
| 10 | 22 Dezembro 2023 | Grupo Teatral Freamundense               | Gandarela               | Jorge Costa               |

### Festival de Teatro - 2025 - 2ªEdição (a decorrer)
| #  | Data              | Companhia                                          | Peça                          | Encenador                      |
| -- | ----------------- | -------------------------------------------------- | ----------------------------- | ------------------------------ |
| 01 | 11 Janeiro 2025   | Teatro Vitrine - Fafe                              | O Cônsul Português            | Rafa Leite e Andreia Fernandes |
| 02 | 18 Janeiro 2025   | Grupo Dramático e Recreativo de Retorta            | Até que a boda nos separe     | Laura Avelar Ferreira          |
| 03 | 25 Janeiro 2025   | Boca de Cena                                       | Há verdade no delírio         | Rita Melo e Sofia Ribeiro      |
| 04 | 1 Fevereiro 2025  | Grémio Dramático Povoense                          | Num corte de Asas             | Daniel Gonçalves               |
| 05 | 15 Fevereiro 2025 | Teatro Coelima - Pevidém                           | Melhor só que 3               | Rui Pedroso Fernandes          |
| 06 | 15 Março 2025     | CONTACTO - Ovar                                    | Casa de Bonecas               | Pedro Damião                   |
| 07 | 22 Março 2025     | Pateo das Galinhas - Figueira da Foz               | Teatro de Guerra              | Rui Féteira e Rui Quinteiro    |
| 08 | 29 Março 2025     | Academia de Teatro Fernando Santos GTF - Freamunde | Além do Sabor... Chococaos!!! | Rita Melo e Sofia Ribeiro      |